# Hans Loewenthal
Hans Loewenthal (* 4. Dezember 1899 in Berlin; † 20. Dezember 1986 in London) war ein österreichisch-britischer Mediziner und Naturwissenschafter sowie Forscher am Robert-Koch-Institut (RKI). Er wurde aufgrund seiner jüdischen Herkunft verfolgt und musste deshalb im März 1933 das RKI nach der Machtergreifung durch die Nationalsozialisten verlassen.

## Familie
Hans Loewenthal stammte aus einer jüdischen Familie und wurde als jüngstes Kind des Metzgers und Wurstfabrikanten Theodor Loewenthal (geb. 4. März 1861 in Zettlitz, Tschechien, ermordet am 22. Juli 1942 im KZ Theresienstadt) und dessen Ehefrau Jenny, geb. Elkan, (gest. 1921) geboren. Er hatte drei ältere Schwestern, Katharina, Else und Helene, die nach 1933 nach England, Ecuador und in die Vereinigten Staaten von Amerika auswanderten.
Loewenthal heiratete 1933 Hanna, geborene Stenger (1902–2000) aus Berlin, mit der er die Töchter Susan (geb. 1935) und Evelyn Ann (geb. 1939) bekam.

## Leben bis zur Machtübernahme durch die Nazis
Loewenthal verbrachte seine Kindheit und Jugend in Berlin und machte dort 1917 sein Abitur. Weil seine Eltern die österreichische Staatsbürgerschaft besaßen, war Loewenthal am Ende des Ersten Weltkriegs als Soldat der österreichischen Armee in Italien stationiert.
Ab Ostern 1919 begann Loewenthal an der Friedrich-Wilhelms-Universität zu Berlin ein Medizinstudium und wechselte zum Sommersemester 1920 an die Julius-Maximilians-Universität Würzburg. Neben seinem Medizinstudium schrieb er sich für ein naturwissenschaftliches Studium ein und belegte zusätzlich Vorlesungen in Zoologie und Botanik. Im Jahr 1922 promovierte er im Fach Zoologie mit summa cum laude mit seiner Dissertation Cytologische Untersuchungen an normalen und experimentell beeinflußten Dipteren (Calliphora erythrocephala). Danach kehrte er nach Berlin zurück und beendete 1924 sein Medizinstudium mit seiner zweiten Dissertation über Die Oogenese von Tubifex tubifex (Müll.): (Zur Kritik der „Kernverschmelzung“ Oschmanns). Beide Arbeiten waren zuvor als Artikel in der renommierten Fachzeitschrift Archiv für Zellforschung erschienen.
Nach dem Studium entschied sich Loewenthal, in der Forschung zu wirken, und übernahm eine erste Anstellung an dem Universitätsinstitut für experimentelle Zellforschung, das damals noch eine Abteilung am Institut für Krebsforschung der Charité war und von Rhoda Erdmann, der Mitbegründerin der experimentellen Zellbiologie in Deutschland, geleitet wurde. Ab 1926 folgte eine Tätigkeit in der Bakteriologischen Abteilung des Rudolf-Virchow-Krankenhauses. Danach wechselte er an das Preußische Forschungsinstitut für Hygiene und Immunitätslehre in Berlin-Dahlem, das von dem deutschen Immunologen und Hygieniker Ernst Friedberger geleitet wurde.
Spätestens ab dem Jahr 1929 begann Loewenthal seine Tätigkeit im Robert Koch-Institut in der von Josef Koch geleiteten „Wutschutzabteilung“ (Tollwut) und baute dort in den folgenden Jahren ein Labor für Zellforschung auf. In den Fachzeitschriften für Hygiene und Infektionskrankheiten sowie der Zeitschrift für Krebsforschung veröffentlichte er mehrere Beiträge.
Nach der Machtergreifung der Nationalsozialisten wurde im Frühjahr 1933 das Gesetz zur Wiederherstellung des Berufsbeamtentums erlassen. Auf der Basis dieser gesetzlichen Vorlage wurde Loewenthal im März 1933 wie alle jüdischen Mitarbeitenden am RKI wegen seiner jüdischen Herkunft entlassen.

## Beruf und Leben ab 1933
Nach seiner Entlassung aus dem RKI emigrierte Loewenthal nach England. Auf Empfehlung der Berliner Zellforscherin Rhoda Erdmann hielt er im August 1933 in Cambridge auf dem 3. Internationalen Kongress für experimentelle Zellforschung einen Vortrag, von dem er auf deren Anraten nicht mehr nach Deutschland zurückkehrte. Unter anderem für diese Migrationsempfehlung wurde Erdmann denunziert und noch 1933 vorübergehend verhaftet und später vom Dienst suspendiert.
Im Frühjahr 1940 erstellte das Reichssicherheitshauptamt eine Sonderfahndungsliste für Großbritannien mit 2820 Personen, in der auch Hans Loewenthal aufgeführt war, von denen die Nazis annahmen, dass sie sich in Großbritannien aufhielten. Nach der geplanten Einnahme Großbritanniens sollten diese Personen durch Sondereinheiten der Waffen-SS aufgespürt und inhaftiert werden.
In England erhielt Loewenthal eine Art Stipendium und arbeitete zunächst als Fellow am Royal London Hospital for Integrated Medicine sowie als Dozent für Bakteriologie am London Hospital Medical College. Im Jahr 1940 wurde ihm die Britische Staatsbürgerschaft zuerkannt. Während des Zweiten Weltkrieges diente er daraufhin im britischen Rettungsdienst (Emergency Medical Services). Seine in Deutschland begonnenen Studien auf dem Gebiet der Zellforschung konnte er in Großbritannien nicht weiter fortführen. Ab 1945 war er leitender Pathologe im Chase Farm Hospital im London Borough of Enfield. Später gehörte Loewenthal im Jahr 1963 zu den Gründungsmitgliedern der englischen Fachgesellschaft des Royal College of Pathologists.

## Schriften (Auswahl)
- Cytologische Untersuchungen an normalen und experimentell beeinflußten Dipteren (Calliphora erythrocephala), Verlag W. Engelmann, Leipzig 1923, Dissertation
- Die Oogenese von Tubifex tubifex (Müll.): (Zur Kritik der „Kernverschmelzung“ Oschmanns),  Verlag W. Engelmann, Leipzig 1924, Dissertation
- Über das Kulturmedium für Säugetiergewebe, In: Archiv experimentelle Zellforschung 4, 1927
- Über die Kultur Unsichtbarer Krankheitserreger – Züchtung des Vogelpockenvirus, in: Klinische Wochenschrift, volume 7, 1928, Seiten 349–351[7]
- Aufnahme extrazellulärer Partikel, Mikroorganismen oder Flüssigkeiten durch spezialisierte Zelle, zusammen mit Fred Neufeld, in: Handbuchs der normalen und pathologischen Physiologie, 13. Band, 1929
- Phagocytoseversuche mit Milzmakrophagen in der Gewebekultur, zusammen mit Gabriel Micseh, in: Zeitschrift für Hygiene und Infektionskrankheiten Nr. 110, 1929, Seite 150–160,[8]
- Ein Streptokokkenstamm von ungewöhnlicher Pathogenität, in: Zeitschrift für Hygiene, Nr. 113, 1932, Seiten 445–456
- Beziehungen zwischen Wuchsform, Pathogenität und antigener Struktur bei Streptokokken, in: Zeitschrift für Hygiene, Nr. 114, 1932, Seiten 379–396